# Witalij Kowal
Witalij Stanisławowycz Kowal (ukr. Коваль Віталій Станіславович; ur. 28 lipca 1981 w Bereźnem) – ukraiński menedżer, działacz sportowy i polityk, przewodniczący Rówieńskiej Obwodowej Administracji Państwowej (2019–2023), minister polityki rolnej i żywnościowej (2024–2025).

## Życiorys
W 2003 uzyskał magisterium z bankowości na Tarnopolskiej Akademii Gospodarki Narodowej. Ukończył studia podyplomowe MBA w szkole biznesowej w ramach Ukraińskiego Uniwersytetu Katolickiego (2017) oraz w Aspen Institute w Kijowie.
W latach 2004–2006 pracował w sektorze bankowym, następnie do 2019 pełnił kierownicze funkcje w przedsiębiorstwach z branży rolnej, transportowej i budowlanej. W latach 2008–2009 był dyrektorem w TOW Probank Konsałt. Obejmował stanowiska dyrektora generalnego w przedsiębiorstwach Inwesttrejdserwis (2012), Sanako (2014) i Montaż (2015). W 2019 został wiceprezesem WDA, ukraińskiego zrzeszenia przedsiębiorców branży drogowej.
Obejmował funkcje pierwszego wiceprezesa Grecko-Rzymskiej Federacji Zapaśniczej Ukrainy oraz wiceprezesa Ukraińskiego Związku Zapaśniczego. Został też działaczem Narodowego Komitetu Olimpijskiego Ukrainy.
We wrześniu 2019 prezydent Ukrainy Wołodymyr Zełenski mianował go na stanowisko przewodniczącego Rówieńskiej Obwodowej Administracji Państwowej. W sierpniu 2020 został ogłoszony kandydatem Sługi Ludu na mera Równego. We wrześniu został zarejestrowany jego komitet wyborczy. W wyborach samorządowych w listopadzie tego samego roku otrzymał 8463 głosy, odpadając w pierwszej turze.
W listopadzie 2023 odszedł z administracji obwodowej, obejmując urząd prezesa Funduszu Majątku Państwowego. We wrześniu 2024 dołączył do rządu Denysa Szmyhala, w którym został ministrem polityki rolnej i żywnościowej. Stanowisko to zajmował do lipca 2025.

## Życie prywatne
Jest żonaty, ma dwoje dzieci.